# Roggden
Roggden ist ein Ortsteil der Stadt Wertingen im schwäbischen Landkreis Dillingen an der Donau. Roggden wurde am 1. Mai 1978 nach Wertingen eingemeindet. Das Kirchdorf liegt drei Kilometer südwestlich von Wertingen links der Zusam.

## Geschichte
Bodenfunde und Brandgräberfelder bezeugen eine Besiedlung in der Kelten- und Römerzeit. Zwei Kilometer westlich des Ortes liegt eine keltische Doppelschanze.
Das heutige Roggden wurde vermutlich von den Alamannen gegründet, dies wird durch einen gefundenen Reihengräberfriedhof des 6./7. Jahrhunderts belegt. Um 1200 wird der Ort erstmals als „Routegenen“ genannt. Im Spätmittelalter gehörte er zur Herrschaft Bocksberg und kam 1504 zum Domkapitel Augsburg, das ihn vom Obervogtamt Zusamaltheim verwalten ließ. Weiteren Besitz im Ort hatte das Kloster Kaisheim, das Kloster Weihenberg, das Spital in Dillingen und das Kloster Heilig Kreuz in Augsburg. Infolge der Säkularisation 1802/03 kam der Ort an Bayern und wurde 1804 dem Landgericht Wertingen zugeteilt.

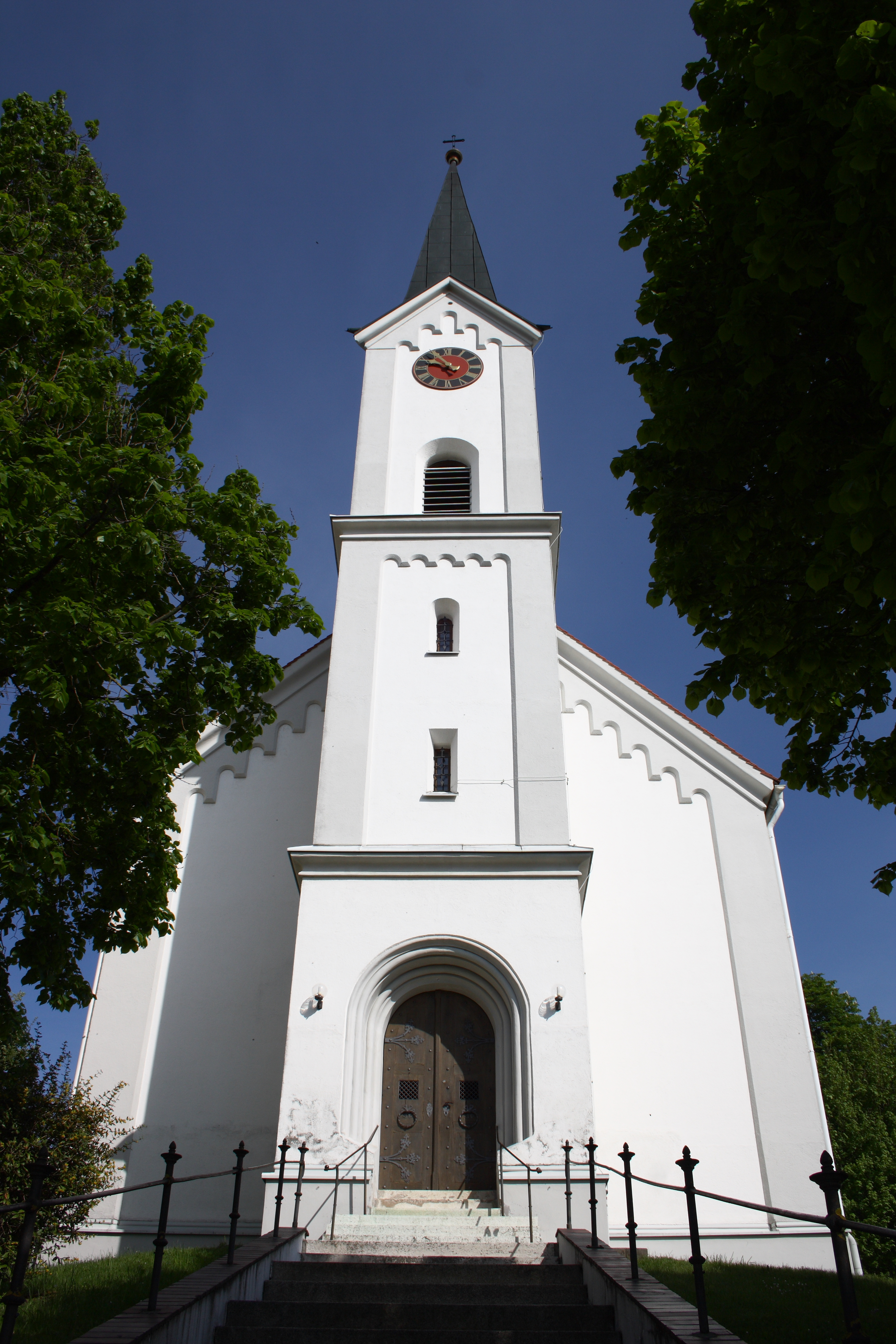
St. Felizitas in Roggden

## Religionen
Roggden gehört zur Pfarrei Zusamaltheim. Die heutige katholische Filialkirche St. Felicitas wurde an der Stelle einer Vorgängerkirche ab 1837 errichtet.

## Baudenkmäler
Siehe: Liste der Baudenkmäler in Roggden

## Bodendenkmäler
Siehe: Liste der Bodendenkmäler in Wertingen